# Batalla de Stilo
La batalla de Stilo, también conocida como la batalla del cabo Colonna (alemán: Schlacht am Kap Colonna), fue un enfrentamiento militar ocurrido el 13 o 14 de julio del año 982 entre las tropas del Sacro Imperio Romano Germánico y sus aliados lombardos, dirigidas por el emperador Otón II, y las del Emirato de Sicilia, acaudilladas por el emir kalbí Abu al-Qasim, a quien algunas fuentes atribuyen un apoyo bizantino en represalia por la invasión alemana de la provincia de Apulia. El encuentro se saldó con una victoria sarracena.
Al-Qasim, que había llamado a la yihad contra los alemanes, se encontraba en la Italia meridional con su ejército cuando ordenó la retirada, al saber que las inesperadamente inmensas tropas de Otón no estaban lejos de Rossano. Informado de la retirada musulmana por barcos aliados, Otón dejó en la ciudad a su esposa y sus hijos, junto al bagaje y el tesoro imperial, y se dispuso a perseguir al enemigo. Acorralado, al-Qasim se preparó para una batalla campal cerca del cabo Colonna, al sur de Crotona. Tras un violento choque, un cuerpo de caballería pesada germana destruyó el centro sarraceno y avanzó hacia la guardia de al-Qasim. El emir fue muerto, pero la moral de sus soldados no se derrumbó: consiguieron rodear a sus enemigos, matando a muchos de ellos. De acuerdo con el historiador Ali ibn al-Athir, los imperiales sufrieron 4000 bajas, entre ellas las de Landulfo IV de Benevento, Enrique I, obispo de Augsburgo, Gunter, margrave de Merseburgo, Werner, abad de Fulda, y numerosos condes alemanes.
Obligado a huir al norte, Otón convocó en Verona una dieta a la cual acudieron principalmente magnates del norte de Italia. El emperador envió a su sobrino Otón I, duque de Suabia y Baviera a Alemania con el mensaje, pero murió en el camino. Las noticias de la batalla llegaron a un lugar tan lejano como el Reino de Wessex, lo que es revelador de la magnitud del desastre. Bernardo I de Sajonia se dirigía hacia la asamblea cuando los ataques de los vikingos daneses le obligaron a regresar. En la dieta, Otón aseguró la elección de su hijo Otón III como rey de Italia y pidió refuerzos de Alemania. Sin embargo, murió al año siguiente, antes de poder continuar su campaña en el sur.
El Mezzogiorno se vio trastocado. Además de Landulfo IV, en la batalla cayeron sus hermanos Pandulfo II de Salerno y Atenulfo. Aunque las tropas kalbíes se vieron obligadas a retirarse a Sicilia, mantuvieron su presencia en el sur de Italia, hostigando tanto a griegos como a lombardos. Capua y Benevento pasaron, mientras tanto, a las ramas más jóvenes de la familia landúlfida, pero Salerno les fue arrebatada por Manso, duque de Amalfi.
En Alemania, los eslavos polabios, al enterarse de la noticia de la derrota del emperador, se levantaron contra sus señores feudales alemanes bajo Mistivoi en una gran revuelta conocida como la Slawenaufstand, que retrasó durante décadas la germanización y cristianización de los eslavos.